# Urban Legends: Final Cut
Urban Legends: Final Cut is een Amerikaans-Canadese horrorfilm uit 2000, geregisseerd door John Ottman en geproduceerd door Gina Matthews, Neal H. Moritz en Richard Luke Rothschild. De hoofdrollen worden vertolkt door Jennifer Morrison, Matthew Davis en Hart Bochner. De film is het vervolg op Urban Legend uit 1998 en de voorloper van Urban Legends: Bloody Mary uit 2005.

## Verhaal
Amy Mayfield is een studente aan de Alpine University, die problemen heeft met het afronden van haar film over "urban legends". De leden van haar crew worden een voor een slachtoffers van fatale 'ongelukken'. Achterdochtig geworden, besluit Amy de boel te gaan onderzoeken. Ze komt erachter dat er een moordenaar actief is.

## Rolbezetting
| Acteur             | Personage                    |
| ------------------ | ---------------------------- |
| Jennifer Morrison  | Amy Mayfield                 |
| Matthew Davis      | Trevor Stark/Travis Stark    |
| Hart Bochner       | Professor Solomon            |
| Loretta Devine     | Reese Wilson                 |
| Joseph Lawrence    | Graham Manning               |
| Anson Mount        | Toby Belcher                 |
| Rebecca Gayheart   | Brenda                       |
| Eva Mendes         | Vanessa Valdeon              |
| Anthony Anderson   | Stan Washington              |
| Jessica Cauffiel   | Sandra Petruzzi              |
| Michael Bacall     | Dirk Reynolds                |
| Marco Hofschneider | Schorm "Simon" Jabuscko      |
| Derek Aasland      | P.A. Kevin                   |
| Jacinda Barrett    | Lisa                         |
| Peter Millard      | Dr. Richard Fain             |
| Chas Lawther       | Dean Patterson               |
| Chuck Campbell     | Geek in Plane                |
| Yani Gellman       | Rob                          |
| Regina Hall        | Marinna                      |
| Jeannette Sousa    | Libby                        |
| Rory Feore         | Vlucht Begeleider            |
| Shauna Black       | Blonde Vriendin              |
| Leland Tilden      | Jock on Plane                |
| Joel Gordon        | Jock on Plane                |
| David Cook         | Student Schreeuwer           |
| Bianca Muller      | Student Schreeuwer           |
| Jenny Kim          | Student Schreeuwer           |
| Nicole Crozier     | Student Schreeuwer           |
| Pat Kelly          | Maatje in de Screening Kamer |
| Stephanie Moore    | Meisje in 16mm Film          |
| Kevin Hare         | Politieagent                 |
| David Sparrow      | Politieagent                 |